# Unbioktium
Unbioktium,
med kemisk beteckning Ubo, är det tillfälliga IUPAC-namnet på det grundämne i periodiska systemet, som har atomnummer 128. Det kan också kallas eka-curium efter Dmitrij Mendelejevs förutsägelser om det periodiska systemet. 
Unbioktium är det tionde grundämnet i den åttonde perioden i det periodiska systemet. Det har inte gjorts några försök att framställa ämnet.

## Förmodade egenskaper
Grundämnet förväntas vara medlem i “Ön av stabilitet” och ha isotoper med lång halveringstid, kanske i storleksordningen 100000 år. Fem isotoper förväntas ha en halveringstid på mer än ett år och Ubo-340 förväntas vara mest stabilt. Unbioktium tros vara en fast metall, förmodligen silverfärgad.